# Sean Rigby
Michael Rigby (Birmingham, Inglaterra, 15 de agosto de 1989) es un actor inglés graduado de la Academia de Música y Arte Dramático de Londres en 2012.
Rigby es conocido por su papel de agente de policía, más tarde sargento de policía y sargento detective Jim Strange en Endeavour, la serie precuela del inspector Morse, desde su creación en 2012 hasta la fecha. Un crítico del New York Times dijo que la interpretación de Rigby de Strange "aporta una gracia vulgar" al personaje.
En la miniserie de televisión de drama histórico británico emitida en 2017, Gunpowder, Rigby interpretó a William Parker, IV barón de Monteagle, quien recibió una carta, tal vez o no escrita por él mismo, que advertía sobre el complot de Gunpowder.
En 2015, Rigby interpretó al guardia de seguridad Moe en una producción de Pamora de Alistair McDowall en el Teatro Nacional, Teatro Temporal, que se había estrenado previamente en el Teatro Orange Tree en Richmond en 2014. El programa, que incluía a Rigby como el "cómplice en problemas" de un guardia de seguridad, fue reseñado en The Guardian por Michael Billington, quien le dio a la producción tres estrellas. Henry Hitchings del Evening Standard sintió que el personaje de Rigby era "especialmente inquietante".
En 2015, Rigby apareció como Henry en un drama corto de trece minutos Isabella. En 2017, interpretó al único personaje en el cortometraje de cuatro minutos, Crossing Seas.